# Cala del Cañuelo
La cala del Cañuelo está situada en el municipio de Nerja, en la costa de la provincia de Málaga (Andalucía, España). Se trata de la playa más oriental de Málaga y de la Costa del Sol, cerca del límite con la provincia de Granada.

## Descripción
Se trata de una playa aislada, con difícil acceso y enclavada en el paraje natural protegido de los acantilados de Maro-Cerro Gordo.

## Accesos
Se accede desde la carretera N-340, desviándose en una rotonda situada en el kilómetro 302. Allí hay un aparcamiento desde el cual sale una pista que baja a la playa.